# Muỗng

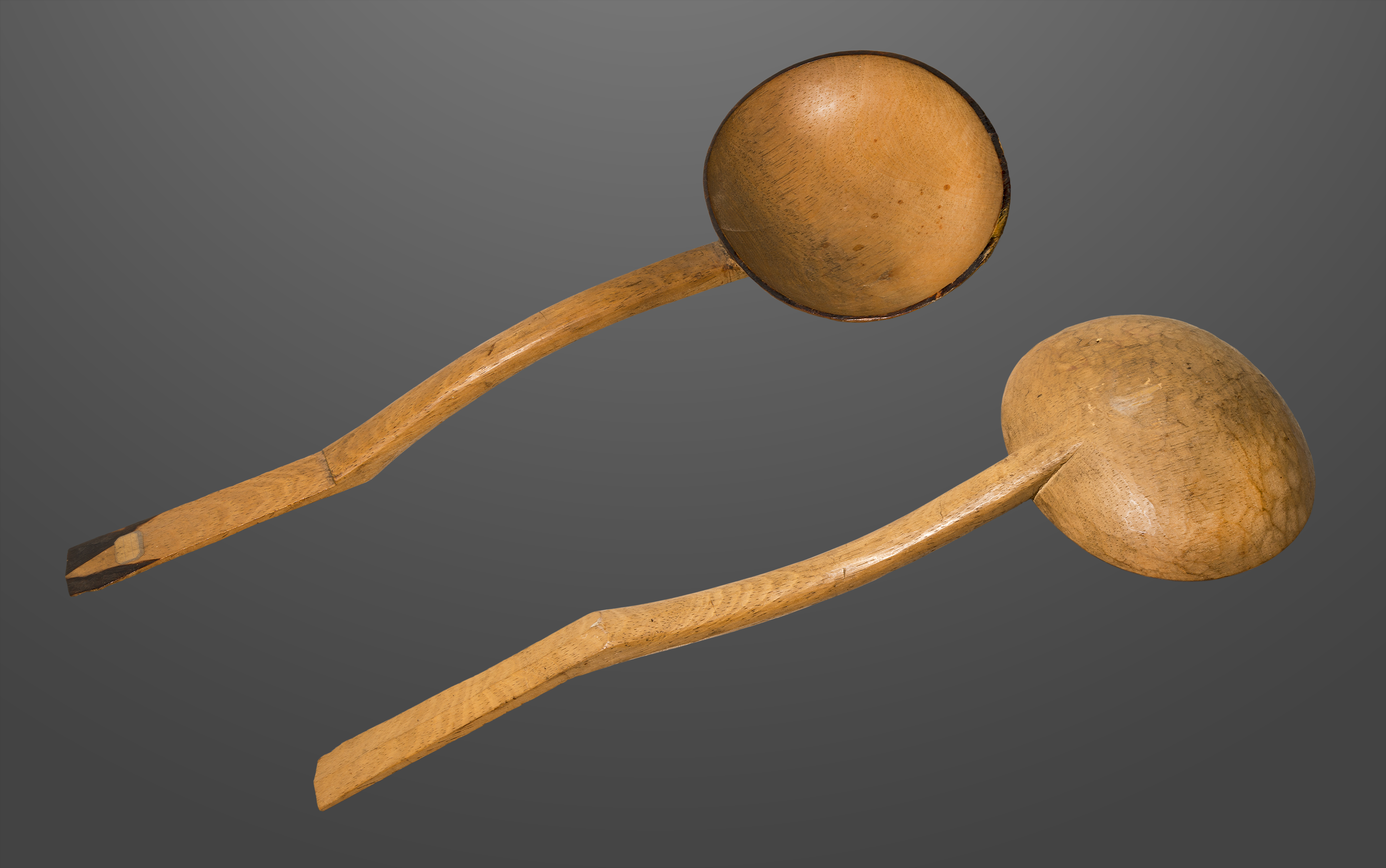
Muỗng gỗ, người Betsileo, Madagascar, thế kỷ 19

Muỗng hoặc thìa (muỗng nhỏ), muôi (vá, theo phương ngữ miền Nam) là một dụng cụ gồm có hai phần: một phần lõm và bè ra, có thể hình tròn hoặc là trái xoan, gắn chặt vào một cán cầm. Tác dụng chủ yếu của thìa là xúc thức ăn. Ngoài ra, thìa còn có thể được sử dụng như là một dụng cụ để múc, trộn, khuấy thực phẩm hoặc các nguyên nhiên liệu khác. Ngày nay, thìa có thể được làm từ kim loại, gỗ, sành sứ hoặc nhựa.